# Bix Beiderbecke

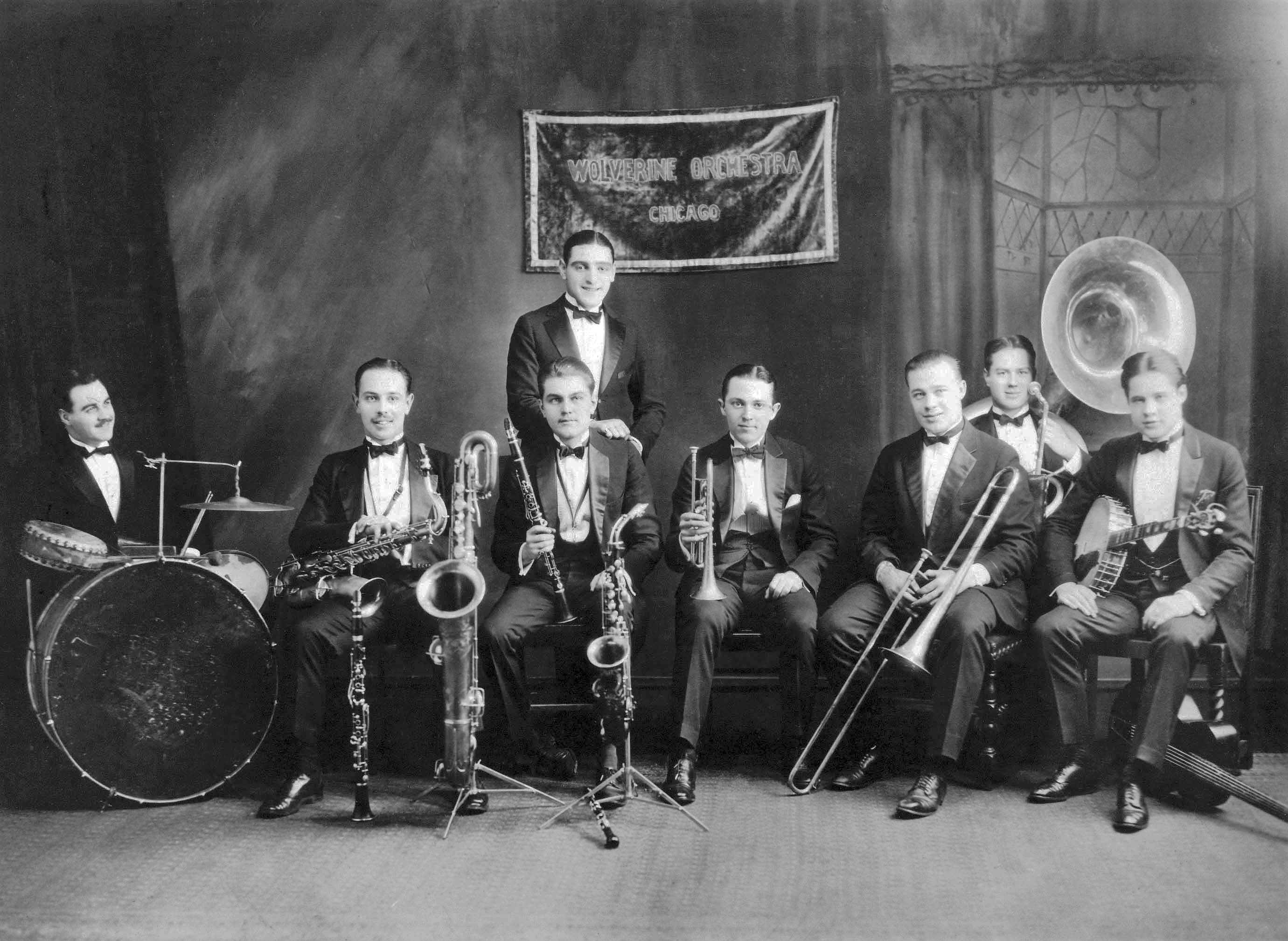
Bix Beiderbecke (5:e från vänster) med "The Wolverines" 1924.

Leon Bismark "Bix" Beiderbecke, född 10 mars 1903 i Davenport, Iowa, död 6 augusti 1931 i Sunnyside, Queens, New York, var en amerikansk jazzkornettist och kompositör. 
Beiderbecke föddes i en strikt medelklassfamilj av tyskt ursprung. Han tog i tonåren många tillfällen i akt att smita iväg till Mississippiflodens strand, för att lyssna till jazzbanden som spelade på flodbåtarna, som kom upp från södern.
Han började spela kornett i tonåren och tog enligt samtida musiker till en början intryck av musiker som Nick LaRocca, King Oliver och Louis Armstrong. Han var emellertid också influerad av kompositörer långt från New Orleans-jazzen som Maurice Ravel och Claude Debussy.
Frånsett alla dessa intryck är Bix Beiderbecke framför allt ihågkommen för sin egen individualistiska, lyriska spelstil. Louis Armstrong lär en gång ha sagt "Det är många som har försökt låta som Bix, men ingen har hittills lyckats". Gitarristen Eddie Condon sade att Bix kornettspel lät "som när en flicka säger ja".
Beiderbeckes föräldrar tyckte att han förstörde sitt liv genom att ägna sig åt musiken och skickade iväg honom till en internatskola, men Bix bröt sig loss för att fortsätta sin musikerkarriär. 
Beiderbecke fick sitt publika genombrott med orkestern The Wolverines, vilken var mycket populär inte minst på skoldanser och som gjorde ett antal skivinspelningar för Gennett 1924. Senare spelade Bix med större dansorkestrar som Charley Straights, Jean Goldkettes och Paul Whitemans, men gjorde parallellt också många inspelningar med små studiogrupper, framför allt för skivbolaget Okeh. Hans återkommande parhäst i dessa sammanhang var den stilbildande saxofonisten Frank Trumbauer. Duons inspelning av Singin' the Blues från 1927 anses allmänt som en klassiker och som den första jazzballaden någonsin.
Utöver kornett spelade Bix även piano och komponerade ett antal impressionistiska stycken för detta instrument, av vilka In a Mist (även känd som Bixology) blivit den mest kända. 
Beiderbecke hamnade, liksom så många av hans kollegor, i alkoholmissbruk, och försvagad härav avled han redan vid 28 års ålder i lunginflammation 1931.
Den amerikanska författaren Dorothy Baker skrev 1938 en roman, som delvis är baserad på Beiderbeckes liv – Ung man med trumpet. Den filmades 1950 med Kirk Douglas i huvudrollen (trumpetspelet dubbades av Harry James).